# قاری عبدالله
قاری عبدالله (۱۲۴۷–۱۳۲۲)، ملقب به ملک‌الشعرا، شاعر اهل افغانستان بود.
او حافظ قرآن بود و در سال ۱۳۱۷ برای خدمات چهل‌ساله‌اش نشان درجه دوم معارف را گرفت.

## زندگی‌نامه
قاری عبدالله خان در سال ۱۲۴۷ خورشیدی برابر با ۱۲۸۸ قمری در شهر کابل به دنیا آمد. پدرش، حافظ قطب‌الدین، و پدربزرگش، حافظ محمد غوث، از علمای برجسته زمان خود بودند. قاری عبدالله تحصیلات خود را در علوم دینی و ادبیات عربی نزد پدر و استادانی چون حافظ جی صاحب وردک (نحوی مشهور کشور) آغاز کرد. وی به زودی حافظ قرآن شد، در ادبیات عرب، فقه، منطق، کلام و حکمت قدیم تبحر یافت و در خوشنویسی خط نستعلیق مهارت بالایی کسب کرد.
در ۲۰ سالگی به عنوان شخصیتی علمی و فرهنگی شناخته شد و به مقام مشاور و امام شاهزاده حبیب‌الله، ولیعهد امیر عبدالرحمن خان، منصوب گردید. با به قدرت رسیدن امیر حبیب‌الله، قاری عبدالله مربی علمی و ادبی شاهزاده امان‌الله شد. در دوره نادرشاه نیز با وجود بازنشستگی، تدریس ولیعهد ظاهرشاه را به عهده گرفت.
قاری عبدالله خان در سال ۱۲۸۰ خورشیدی به همراه معین‌السلطنه (فرزند امیر حبیب‌الله) به هند سفر کرد و در سال ۱۲۹۸ خورشیدی نیز هنگام شهادت امیر حبیب‌الله، همراه معین‌السلطنه در باسول هندوستان اقامت داشت. بخشی از بهترین اشعار عاشقانهٔ خود را در همین دوره سرود. در سال ۱۳۱۰ خورشیدی، وی به همراه وزیر دربار به حج رفت و سفرنامه‌ای در شرح این سفر نوشت.

## خدمات علمی و ادبی
قاری عبدالله یکی از نخستین آموزگاران مکاتب حبیبیه، حربیه سراجیه و مدارس عالی افغانستان بود. وی برای بیش از ۴۰ سال در امر تعلیم و تألیف کتب درسی فعالیت داشت. در زمان نادرشاه عضو انجمن ادبی کابل شد و در سال ۱۳۱۷ خورشیدی نشان درجه دوم معارف به پاس خدماتش دریافت کرد. در سه سال پایانی عمر، علاوه بر عضویت در انجمن و همکاری با دایره‌المعارف، مشاور علمی و شرعی ریاست مستقل مطبوعات بود.

## شاعری و سبک ادبی
قاری عبدالله خان نخستین قصیده‌اش را در سال ۱۳۰۹ قمری (۱۲۶۹ خورشیدی) سرود. قصیده‌ای مشهور دیگر را هنگام دریافت لقب "ضیاءالملت والدین" توسط امیر عبدالرحمن خان سرود. در سال ۱۳۱۲ خورشیدی، با کسب جایزهٔ اول ادبی، لقب ملک‌الشعرا را دریافت کرد.
وی به سبک هندی، به ویژه بیدل، علاقهٔ فراوان داشت؛ اما اشعارش آمیزه‌ای از سبک هندی و عراقی و بازگشت ادبی است. از جمله خدمات برجسته او چاپ دیوان بیدل در زمان امیر حبیب‌الله بود که به همت وی و فضلای مهاجر بخارایی آغاز شد و تا حرف "دال" پیش رفت.

## آثار
قاری عبدالله آثار متعدد علمی، ادبی و آموزشی از خود به جای گذاشته است که برخی از مهم‌ترین آنها عبارتند از:
- دیوان اشعار (سفینه غزل)، چاپ شده در لاهور
- فارسی برای صنف سوم و چهارم ابتداییه (۱۳۰۲)
- منتخبات ادبیه برای صنف اول رشديه (۱۳۰۳)
- کلیات صرف و نحو عربی برای صنوف مختلف (۱۳۰۵–۱۳۰۷)
- تاریخ ادبیات عرب برای اعدادیه (۱۳۰۷)
- المنهج الجدید برای معلمان (۱۳۱۰)
- تاریخ ادبیات برای اعدادیه (۱۳۱۹)
- سیرت نبوی در مجله کابل
- ترجمه مغازی امام واقدی (نسخه خطی)
- ترجمه منطق امام غزالی (برنده جایزه مطبوعاتی ۱۳۲۱)
- مجموعه خطبه‌ها برای اعیاد و نماز جمعه (نسخه خطی)
- منتخب غزلیات برای ظاهرشاه و برخی شخصیت‌های خارجی
- ترجمه سخندان فارس از مولانا محمدحسین آزاد
- تصحیح دواوین شعرا و نسخه‌های خطی

گفته شده که آثار قاری عبدالله از ۲۰۰ مقاله فراتر می‌رود و برخی منابع تعداد مقالات و آثار او را حتی بیش از هزار عنوان تخمین می‌زنند.

## نمونه اشعار
یکی از نمونه‌های مشهور اشعار او چنین است:
ای از چمن صنع تو یک غنچه دهان‌ها

 چون سبزه به گلزار ثنای تو زبان‌ها
از چشمه الطاف تو جاری است همیشه

 در جوی شراين بدن آب روان‌ها...

## دیدگاه‌ها درباره او
استاد حیدری وجودی قاری عبدالله را از خلفای طریقه نقشبندیه دانسته است. استاد صلاح‌الدین سلجوقی نیز بر توجه وی به عرفان و ترجمهٔ "فصوص الحکم" ابن عربی تأکید کرده است.

## درگذشت
تاریخ دقیق وفات قاری عبدالله به‌طور کامل ثبت نشده، اما با توجه به آثار به جا مانده، درگذشت او پس از سال ۱۳۳۴ قمری (حوالی دهه ۱۳۰۰ خورشیدی) محتمل است.